# 660-talet

## Händelser
- Tang Taizong drabbas av en stroke och hans fru, Wu Zetian, utnämns till ställföreträdande regent.

## Födda
- 662 - Kakinomoto no Hitomaro, japansk poet.

## Avlidna
- 665 - Brahmagupta, Indisk matematiker och astronom (född 598)